# Beat Off
Beat Off è il terzo album in studio della band pop punk The Queers, pubblicato nel 1994 dalla Lookout! Records.

## Tracce
1. Steak Bomb
2. Drop The Attitude Fucker
3. You Make Me Wanna Puke
4. Teenage Gluesniffer
5. Ben Weasel
6. Voodoo Doll
7. Mirage
8. Grounded
9. Live This Life
10. Half Shitfaced
11. Too Many Twinkies
12. All Screwed Up

## Formazione
- Joe King - chitarra, voce
- B-Face - basso, voce
- Dan Vapid - chitarra, voce
- Danny Panic - batteria